# Paolo Rossi (actor)
Paolo Rossi (Monfalcone, Italia, 22 de junio de 1953) es un actor, cantautor y cómico italiano.

## Trabajos

### Teatro
- 1979-'80 Histoire du Soldat, dirigida por Dario Fo.
- 1981-'82 Nemico di classe, dirigida por Elio De Capitani.
- 1984-'85 Amanti, dirigida por Gabriele Salvatores.
- 1985 La Tempesta, dirigida por C. Cecchi
- 1985-'86 Comedians, dirigida por Gabriele Salvatores.
- 1987 Chiamatemi Kowalsky, dirigida por Gabriele Salvatores.
- 1988 Le visioni di Mortimer, dirigida por Giampiero Solari.
- 1990 La Commedia da due lire, dirigida por Giampiero Solari.
- 1991 C'è quel che c'è, dirigida por Giampiero Solari.
- 1991-'92 Operaccia Romantica, dirigida por Giampiero Solari.
- 1993-'94 Pop & Rebelot, dirigida por Giampiero Solari.
- 1995-'96 Il Circo di Paolo Rossi, dirigida por Giampiero Solari.
- 1996-'97-'98 Rabelais, dirigida por Giampiero Solari.
- 1999-2000-'01 Romeo & Juliet, Serata di Delirio organizzato, dirigida por Paolo Rossi e R. Pifferi
- 2001-2002 Storie per un delirio organizzato, dirigida por Paolo Rossi.
- 2002 Questa sera si recita Moliére, dirigida por Paolo Rossi.
- 2003-2004 Il Signor Rossi e la Costituzione, Adunata popolare di delirio organizzato, dirigida por Paolo Rossi, codirigida por Maria Consagra.
- 2004-2005 Il Signor Rossi contro l'Impero del male, dirigida por Paolo Rossi.
- 2006- Chiamatemi Kowalski... il ritorno, dirigida por Paolo Rossi.
- 2007- Ubu Re d'Italia, dirigida por Paolo Rossi    (spettacolo mai andato in scena).
- 2008- Sulla strada ancora, dirigida por Renato Sarti.
- 2009- D'ora in poi, dirigida por Carolina De La Calle Casanova, produzione Babygang.
- 2009- La cimice, dirigida por Serena Sinigaglia, produzione Piccolo Teatro di Milano - Teatro d’Europa.
- 2010- Mistero buffo (di Dario Fo).

### Televisión
- 1992 - Su la testa! (Rai Tre)
- 1994-'95 - Il Laureato (Rai Tre)
- 1997-'98 - Scatafascio (Italia 1)
- 2005-'09 - Che tempo che fa (Rai Tre)

### Discografía
- 1993 - Canzonacce (dal night a Shakespeare)
- 1994 - Hammamet e altre storie

### Filmografía
- 1986 - Via Montenapoleone, dirigida por Carlo Vanzina.
- 1986 - La donna del traghetto, dirigida por Amedeo Fago.
- 1986 - La coda del diavolo, dirigida por Giorgio Treves.
- 1987 - Montecarlo Gran Casinò, dirigida por Carlo Vanzina.
- 1988 - Kamikazen ultima notte a Milano, dirigida por Gabriele Salvatores.
- 1988 - I cammelli, dirigida por Giuseppe Bertolucci.
- 1989 - Musica per vecchi animali, dirigida por Umberto Angelucci y Stefano Benni.
- 1995 - Il cielo è sempre più blu, dirigida por Antonello Grimaldi.
- 1996 - Silenzio si nasce, dirigida por Giovanni Veronesi.
- 1997 - I Paladini della Santa Provvidenza, dirigida por Gianluca Sodaro.
- 1997 - Nirvana, dirigida por Gabriele Salvatores.
- 2010 - Niente Paura dirigida por Piergiorgio Gay.